# Мери Даглас
Мери Даглас (енгл. Mary Douglas; 25. март 1921—16. мај 2007) је била британски антрополог, позната по својим писањима о људској култури и симболизму. Сматрало се да је Дагласова пратилац Емила Диркема и заговорник структуралне анализе, са великим интересом за компаративну религију.

## Биографија
Мери Даглас се родила као Маргарет Мери Тев у Санрему у Италији. Њен отац је био у Британској колонијалној служби. Њена мајка је била посвећена римокатолкиња, и Мари и њена млађа сестра, Патрисија, су биле одгајане у тој вери. Након мајчине смрти, сестре су биле одгајане од стране мајчиних родитеља и они су их уписали у римокатоличку школу за девојке у Рохамтону. Након тога Мери одлази на студије у Св. Ану у оквиру универзитета Оксфорд, од 1939 до 1943.; тамо је била под утицајем Е. Е. Еванса-Причарда.
Радила је у Британском колонијалном уреду до 1947, када се вратила на Оксфорд да дипломира. 1949. је радила посао на терену са Леле племенима у држави која је тада била Белгијски Конго.
У раним педесетим годинама двадесетог века завршава докторат и удаје се за Џејмса Дагласа. Он је био католик и одрастао је у колонијалној породици (у Шимли, док је његов отац служио у Индијској војисци). Имали су троје деце. Предавала је на универзитетском колеџу у Лондону, где је била наредних 25 година. Била је професор социјалне антропологије.
Њен углед је био успостављен са њеном књигом, Чисто и Опасно (1966). Написала је Свет Робе (1978), са економистом, Бароном Ишервудом, која је сматрана пионирским послом о економској антропологији. Објављена је на темама као што су анализа ризика и животне средине, потрошња и заштита економије, и хране и ритуала, све више наводи изван антрополошких кругова.
Она је учила и писала у Сједињеним Америчким Државама 11 година. 1989 је била изабрана за сарадника на Британској Академији. Постала је Командант Реда Британског Царства (ЦБЕ) 1992, и била је именована Дама Командир Реда Британског Царства (ДБЕ) у Краљичиној Новогодишњој Часној Листи објављеној 30. децембра 2006. Умрла је 16. маја 2007 у Лондону, са 86 година, од компликација карцинома. Муж јој је умро 2004.

## Доприноси Антропологији
Дагласина књига Чисто и Опасно (први пут објављена 1966), анализирајући концепте ритуалне чистоће и нечистоће у различитим друштвима и временима, сматра се кључним текстом у социјалној антропологији.
У Природним Симболима (први пут објављена 1970), Дагласова је представила међусобно повезане концепте ,,групе“ (колико јасно је дефинисан положај индивидуе како унутар тако и изван ограничене социјалне групе) и ,,мрежа“ ( колико јасно је дефинисана друштвена улога појединца у мрежама друштвених привилегија, потраживања и обавеза). Образац група-мрежа ће бити рафиниран и прераспоређен у постављање темеља културне теорије.
Мери Даглас је такође позната по интерпретацији књиге Левитска, и по својој улози у стварању културне теорије ризика.

## Публикације
- Peoples of the Lake Nyasa Region (1950) as Mary Tew
- The Lele of the Kasai (1963)
- Purity and Danger: An Analysis of Concepts of Pollution and Taboo (1966)
- Natural Symbols: Explorations in Cosmology (1970)
- Rules and Meanings. The Anthropology of Everyday Knowledge: Selected Readings, edited by Mary Douglas (1973).
- The World of Goods (1979) with Baron Isherwood
- Evans-Pritchard (1980)
- Risk and Culture (1980) with Aaron Wildavsky
- In the Active Voice (1982)
- How Institutions Think (1986)
- Constructive Drinking: Perspectives on Drink from Anthropology, edited by Mary Douglas (1987)
- Missing persons: a critique of the social sciences (1988) with Steven Ney
- Risk and Blame: Essays in Cultural Theory (1992)
- In the Wilderness: The Doctrine of Defilement in the Book of Numbers (1993)
- Thought styles: Critical essays on good taste (1996)
- Leviticus as Literature (1999)
- Jacob's Tears: The Priestly Work of Reconciliation (2004)
- Thinking in Circles (2007)